# دونالد هيل (لاعب كريكت)
دونالد هيل (6 يناير 1940 بكرايستشرش في نيوزيلندا - ) (بالإنجليزية: Donald Hill)‏ هو لاعب كريكت نيوزلندي.

## وصلات خارجية
- دونالد هيل على موقع إي آس بي آن كريك إنفو (الإنجليزية)